# Chorthippus johnseni
Chorthippus johnseni är en insektsart som beskrevs av Carl Otto Harz 1982. Chorthippus johnseni ingår i släktet Chorthippus och familjen gräshoppor. Inga underarter finns listade i Catalogue of Life.